# Склик

Картина Т. Г. Шевченка «Било». 1845 р.

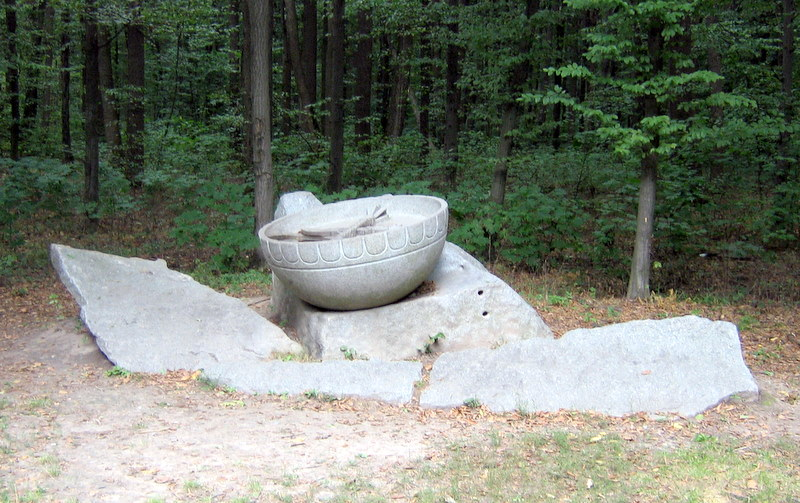
Пам'ятний знак на місці склику в Холодному Яру

Склик — місце збору гайдамаків, розташоване за 2 км від Мотронинського монастиря на Бойковій Луці.
На цьому місці висів казан і звук ударів об нього збирав місцевих козаків на раду.
Казан «Склик» зберігається у Національному музеї історії України.